# Hipódromo de Busan–Gyeongnam
El Hipódromo de Busan–Gyeongnam (en coreano: 부산경남경마공원) es la pista para carreras de caballos más grande en la localidad de Busan, en el país asiático de Corea del Sur. Se inauguró en 2005 y es operado por la autoridad de carreras de Corea.
Se ubica específicamente en Beombang-dong 152, Gangseo-gu.